# Dedrick Dodge
Dedrick Allen Dodge (Neptune Township, 14 giugno 1967) è un ex giocatore di football americano statunitense che ha giocato nel ruolo di safety per sette stagioni nella National Football League (NFL). Al college ha giocato a football all’Università statale della Florida.

## Carriera professionistica
Dopo aver giocato al college alla Florida State University Dodge passò otto stagioni nella National Football League dal 1991 al 1998. Vinse il Super Bowl XXIX coi San Francisco 49ers e il Super Bowl XXXII coi Denver Broncos. Giocò anche nei London Monarchs nella stagionale inaugurale della the World League of American Football, vincendo il World Bowl quell'anno. Si ritirò nel 1998 dopo una stagione coi San Diego Chargers.

## Palmarès
- Super Bowl : 2 Vincitore del Super Bowl, (XXIX, XXXII)

## Statistiche
| Partite totali | 96  |
| Sack           | 1,0 |
| Intercetti     | 5   |